# Вильданов, Шамиль Фейзерович
Шамиль Фейзерович Вильданов (род. 22 января 1944, Москва) — заслуженный мастер спорта СССР по спортивной акробатике, главный тренер Вооружённых Сил СССР и сборной команды СССР по акробатике и художественной гимнастике с 1979 по 1991 старший тренер сборной России по спортивной акробатике с 1991 по 2000.

## Биография
В 1979 начал тренерскую работу в ЦСКА, и уже в следующем году был назначен старшим тренером сборной команды СССР по спортивной акробатике, а после распада СССР остался старшим тренером сборной России. Занимал пост секретаря Международной федерации акробатики.

## Достижения
- Четырёхкратный чемпион мира, обладатель Кубка мира, шестикратный чемпион СССР и семикратный обладатель Кубка СССР;
- На первом чемпионате мира по спортивной акробатике ему была оказана честь нести знамя СССР. Кадры с участием Вильданова попали в документальный фильм  студии ЦСДФ «Прыжок через века»[2].

## Семья
- Дочь — Лилия Шамильевна Вильданова. Призёр кубка по фехтованию СССР, высшее педагогическое образование, воспитатель высшей квалификационной категории.
- Внук — Егор Юрьевич Маркелов. предприниматель, награждён премией "Путеводная звезда" от Министерство туризма России за создание лучшего средства размещения в городе Москва за 2014 год.